# 3285 Ruth Wolfe
3285 Ruth Wolfe è un asteroide della fascia principale del diametro medio di circa 8,62 km. Scoperto nel 1983, presenta un'orbita caratterizzata da un semiasse maggiore pari a 2,5265104 UA e da un'eccentricità di 0,2156986, inclinata di 20,58160° rispetto all'eclittica.